# Пепел (телесериал)
«Пе́пел» — российский многосерийный телефильм режиссёра Вадима Перельмана.
Премьера состоялась 27 октября 2013 года на украинских телеканалах 1+1, 2+2, в России  — 28 октября 2013 года на телеканале Россия-1.

## Сюжет
Сюжет телесериала не имеет отношения к событиям исторической реальности.
СССР, 1938 год. В поезде встречаются вор Сенька Пепел (Евгений Миронов) и капитан Красной армии Игорь Петров (Владимир Машков), которому грозит арест. Неожиданно перед офицером открывается фантастический шанс избежать верной смерти: он меняется с Пеплом одеждой, документами и забирает воровской «общак». Однако Петров изменил не только свою жизнь, но и судьбу любимой женщины Риты (Елена Лядова), которой предстоят поиски мужа, мучительное ожидание и встреча с Пеплом, которого все теперь принимают за Петрова. Основное действие картины разворачивается в 1948 году, когда бывший вор, уже ставший полковником, вынужден участвовать в поимке бывшего капитана, ставшего опасным преступником. Спустя 10 лет им предстоит вновь встретиться и разобраться в том, как и почему изменились их судьбы.

## В ролях
| Актёр                | Роль |
| -------------------- | --- |
| Владимир Машков      | Игорь Анатольевич Петров бывший капитан Красной армии                                                    |
| Евгений Миронов      | Арсений Николаевич Скворцов (Сенька «Пепел») московский вор-шнифер (специализирующийся на взломе сейфов) |
| Елена Лядова         | Рита жена Игоря                                                                                          |
| Сергей Гармаш        | Захар Игнатьевич Куприянов следователь, майор МВД                                                        |
| Чулпан Хаматова      | Соня певица ресторана                                                                                    |
| Андрей Смоляков      | Виктор (Витя «Гардероб») криминальный авторитет                                                          |
| Ромуальд Макаренко   | Шульц криминальный авторитет                                                                             |
| Пётр Мамонов         | «Деда Лёва» вор в законе                                                                                 |
| Владимир Гостюхин    | Глеб Владимирович Рязанцев сокамерник «Пепла»                                                            |
| Ирина Розанова       | Надежда Львовна Гурова капитан медицинской службы                                                        |
| Сергей Фролов        | Георгий Иванович Скрябин (Гоша «Землемер») сельский дурачок                                              |
| Сергей Чонишвили     | Сергей Леонидович Ерёменко майор-особист                                                                 |
| Юлия Марченко        | мама Риты                                                                                                |
| Юрий Архангельский   | «Ряба» криминальный авторитет                                                                            |
| Александр Дьяченко   | Диего «Каталонец»                                                                                        |
| Юрий Уткин           | Каримов сотрудник НКВД                                                                                   |
| Виктор Григорюк      | работник сельсовета                                                                                      |
| Иван Прилль          | рядовой Василий                                                                                          |
| Владимир Шагин       | Михалыч ювелир                                                                                           |
| Андрей Шимко         | следователь НКВД                                                                                         |
| Михаил Разумовский   | Карнаухов следователь НКВД                                                                               |
| Вадим Смирнов        | «Воробей» мелкий уголовник                                                                               |
| Фархад Махмудов      | член банды Петрова                                                                                       |
| Константин Балакирев | Андрей Петрищев рядовой                                                                                  |
| Карина Андоленко     | Аннушка буфетчица                                                                                        |
| Андрей Межулис       | немецкий офицер                                                                                          |
| Михаил Крылов        | Семён Нежданов («Нежный») вор-карманник                                                                  |
| Ольга Калмыкова      | сельская бабка                                                                                           |
| Владимир Баранов     | Антоныч                                                                                                  |
| Владимир Денисов     | Воронцов («Ворон») штрафник из уголовников                                                               |

## Рецензии
- Арина Бородина. Эфир накрылся "Пеплом" Архивная копия от 3 ноября 2013 на Wayback Machine // РИА Новости от 30 октября 2013
- Валерий Бузовский, Дарья Бузовкина. Взгляд профессионала. Сотрудник МУРа рассказал о киноляпах в сериале "Пепел" Архивная копия от 6 ноября 2013 на Wayback Machine // "Вечерняя Москва" от 3 ноября 2013